# Betterme
BetterMe — українська ІТ компанія, яка створює продукти у сфері Health & Fitness для понад 150 мільйонів людей по всьому світу.
Компанія розробила два застосунки BetterMe: Health Coaching та BetterMe: Mental Health.
У 2021 компанія запустила BetterMe Store, у якому представила власний бренд спортивного одягу та інші товари для здорового й активного способу життя.

## Історія
Компанію засновано 2016 року в Києві Вікторією Репою.
Згодом, у 2017, було запущено перший застосунок BetterMe, назву якого пізніше було змінено на BetterMe: Health Coaching. У 2018 цей застосунок став топ-1 найбільш завантаженим застосунком у США.
У 2018-му році було запущено застосунок BetterMe: Meditation & Sleep, назву якого згодом було змінено BetterMe: Mental Health. Також у 2018-му було створено додаток BetterMen.
У 2021 році компанія запустила BetterMe Store з власним брендом спортивного одягу та товарами для здорового й активного способу життя.
У 2022 році Apple визнала компанію BetterMe однією з найкращих програм у світі для проведення тренувань, з відміткою 6,5 мільйонів активних користувачів щомісяця.
У 2022, після початку повномасштабного вторгнення РФ, застосунки BetterMe стали недоступні в російському та білоруського App Store & Google Play. Крім того, компанія відкрила для українців безкоштовний доступ до застосунків BetterMe: Health Coaching та BetterMe: Mental Health, де доступні рекомендації з психологічної допомоги дітям, тренування для школярів, раціон в умовах війни та інша актуальна для українців інформація.

## Діяльність
BetterMe базується у Києві, станом на вересень 2023 року, команда компанії нараховує понад 400 співробітників.
Продукти компанії:
- BetterMe: Health Coaching — застосунок для підтримки фізичного здоров'я, який входить у трійку світових лідерів за кількістю активних користувачів у категорії «Здоров'я та спорт». Застосунок містить персоналізовані програми тренувань, розраховані на будь-який рівень фізичної підготовки. Крім того, у BetterMe: Health Coaching є інклюзивні тренування — для людей на візках, користувачів похилого віку, вагітних жінок та дітей. Застосунок доступний у всьому світі 19 мовами.[4][5]

- BetterMe: Mental Health — застосунок для підтримки ментального здоров'я та боротьби зі стресом, який пропонує користувачам щоденні персоналізовані плани з експертними порадами та вправами для самодопомоги. Застосунок доступний у всьому світі 9 мовами.[6][7]

Відколи в березні 2022 року BetterMe: Mental Health став безкоштовним для всіх українців, він став найпопулярнішим у своїй категорії.
У січні 2023-го для українських користувачів компанія зробила застосунки BetterMe: Health Coaching та BetterMe: Mental Health доступними в офлайн режимі.
- BetterMe Store, у якому представлено  власний бренд спортивного одягу компанії та інші товари для здорового й активного способу життя. У BetterMe Store представлені благодійні колекції одягу, які одягали такі українці як Onuka, Олена Балбек, Ірена Карпа, Катерина Кузнєцова і т. д. Також в BetterMe Store є лінійка спортивного одягу на кожен день, фітнес-трекер, та колекція одягу для танців.

## Соціальна відповідальність
Компанія займається благодійністю, популяризує тему різноманітності та інклюзивності у сфері Health & Fitness.
У 2021 році BetterMe спільно з БФ «Життєлюб» створили спортивну програму для людей літнього віку. Також до Всесвітнього дня обізнаності про доступність 2021 у застосунку BetterMe: Health Coaching було запущено інклюзивні тренування для людей на візках.
У березні 2022 року у застосунку BetterMe: Mental Health спільно з Unicef Ukraine було додано розділ для психологічної допомоги дітям під час війни.  Крім того, компанія почала співпрацю з Міністерством освіти та науки України, яке рекомендує додаток BetterMe: Health Coaching для проведення онлайн-уроків руханки у школах.
У жовтні 2022 року компанія BetterMe приєдналась до Національної програми психічного здоров'я, яку ініціювала перша леді України Олена Зеленська, та спільно з ГО «Безбар'єрність», ВООЗ створили навчальний курс «Важливі навички в періоди стресу» на базі застосунку BetterMe: Mental Health.
У 2022 році компанія запустила дві благодійні лінійки спортивного одягу: Creating Freedom Within та Creating Power Within. З них 100 % прибутку компанія передає на різні благодійні ініціативи, зокрема на протезування військових, ГО «Землячки» на пошив військової форми для жінок у ЗСУ, на покупку машини швидкої допомоги United24.
У 2023 році компанія запустила у застосунку BetterMe: Mental Health колекцію історій на ніч. Тексти історій озвучила акторка Олена Кравець.
Також у 2023 році у застосунку BetterMe: Health Coaching було запущено програму тренувань для людей з ампутаціями.

## Рейтинги
- 2018 — Weight Loss Workouts та Workout Trainer потрапили до App Store США з 15 млн завантажень.[22]
- 2021 — Health Coaching — один із 17 найкращих застосунків для фітнесу за версією App Growth Awards[23]
- 2022 — Health Coaching увійшов в трійку кращих у світі за активними користувачами[24]
- 2022 — стартап BetterMe став переможцем міжнародного конкурсу стартапів The Europas Awards 2022. Його визнали «the hottest startup 2022» у категорії Health Tech.[25][26]
- 2022 — за дослідженням Google for Startup, компанія увійшла в ТОП-7 стартапів Центральної та Східної Європи.[27]
- 2022 — застосунок BetterMe: Health Coaching отримав міжнародну нагороду The Best Mobile App of The Year 2022 у категорії «Здоров'я та фітнес».[28]
- 2022 — застосунок BetterMe Health Coaching увійшов у трійку найпопулярніших додатків категорії «guided workout apps».[29]
- 2023 — відповідно до Reuters Responsible Business Awards 2023 компанія увійшла у шортлист фіналістів категорії Diversity, Equity & Inclusion.[30]
- 2023 — Компанія BetterMe увійшла до списку “Brands That Matter” медіа Fast Company у категорії Health&Wellness.[31]